# Bataille de Köbölkút
Guerre austro-turque (1663-1664)
Batailles
- Köbölkút
- 1re Zrínyiújvár
- Érsekújvár (en)
- Vízvár (hu)
- 2e Zrínyiújvár
- Campagne d'hiver (hu)
- Kanizsa (hu)
- Siège de Zrínyiújvár (hu)
- Nyitra (hu)
- Zsarnócai (hu)
- Váradi (hu)
- Leva
- Szentbenedeki (hu)
- Körmendi (hu)
- Saint-Gothard

La bataille de Köbölkút (slovaque : Gbelce) est une bataille de la guerre austro-turque ayant eu lieu le 6 août 1663 à proximité de Köbölkút en Hongrie (aujourd'hui Gbelce, Slovaquie). Elle oppose les forces de la monarchie de Habsbourg et du royaume de Hongrie commandées par Ádám Forgách (en) à celles de l'Empire ottoman commandées par le grand vizir Fazıl Ahmet Köprülü. Elle se conclut par la victoire des Ottomans.

## Sources
- (en) Cet article est partiellement ou en totalité issu de l’article de Wikipédia en anglais intitulé « Battle of Köbölkút » (voir la liste des auteurs).

- Ferenc Tóth (préf. Jean Bérenger), Saint-Gotthard 1664 : une bataille européenne, Panazol, Lavauzelle, coll. « Histoire, mémoire et patrimoine », 2007, 167 p. (ISBN 978-2-702-51064-3)
- Sándor Szilágyi, A Magyar Nemzet Története IV. fejezet